# 索尼α9
索尼α9（型號：ILCE-9，簡稱α9）是一個由索尼製造全畫幅無反光鏡可換鏡頭相機。於2017年4月19日推出，並非α7系列的後繼機種。 α9是索尼第一款旗艦無反光鏡相機。α9常拿來與尼康D5和佳能 EOS-1D X Mark II進行比較。
α9的主要特點是每秒最快可連拍20張照片，緩衝區可連續拍240張RAW或362張JPEG圖像。且不會像DSLR在每次曝光時取景器會受到遮擋。

## 產品特點
- 堆疊式感光元件Exmor RS CMOS
- 693點相位式偵測自動對焦
- 每秒最快可連拍20張照片
- 5軸防手震
- 可翻轉液晶觸控螢幕（3英寸/ 7.5厘米）
- 1.3公分（0.5吋）3,686,400 點電子取景器
- 我的菜單系統可分配多達72個功能
- 用於定位693焦點的操縱桿
- 雙存儲卡插槽，一個用於UHS-I，另一個用於UHS-II。

## 外部鏈接
- 维基共享资源上的相關多媒體資源：索尼α9
- ILCE-9 （页面存档备份，存于）
- Sony α9 （页面存档备份，存于） dpreview的测评